# Birgit Tengroth
Birgit Tengroth, folkbokförd Eva Birgitta Tengroth, född 13 juli 1915 i Oscars församling i Stockholm, död 21 september 1983 i Ösmo, var en svensk skådespelare och författare.

## Biografi
Tengroth växte upp på Östermalm i Stockholm och gick i Statens normalskola för flickor. Tillsammans med skolkamraten Sickan Carlsson debuterade hon i radioprogrammet Barnens brevlåda 1925. Hennes första filminsats var i filmen Mordbrännerskan 1926 följt av några mindre barnroller under de kommande åren. Samtidigt var hon elev vid Operans balettskola 1926–1931. Hennes första större filmroll kom 1932 i Per-Axel Branners Hans livs match. 

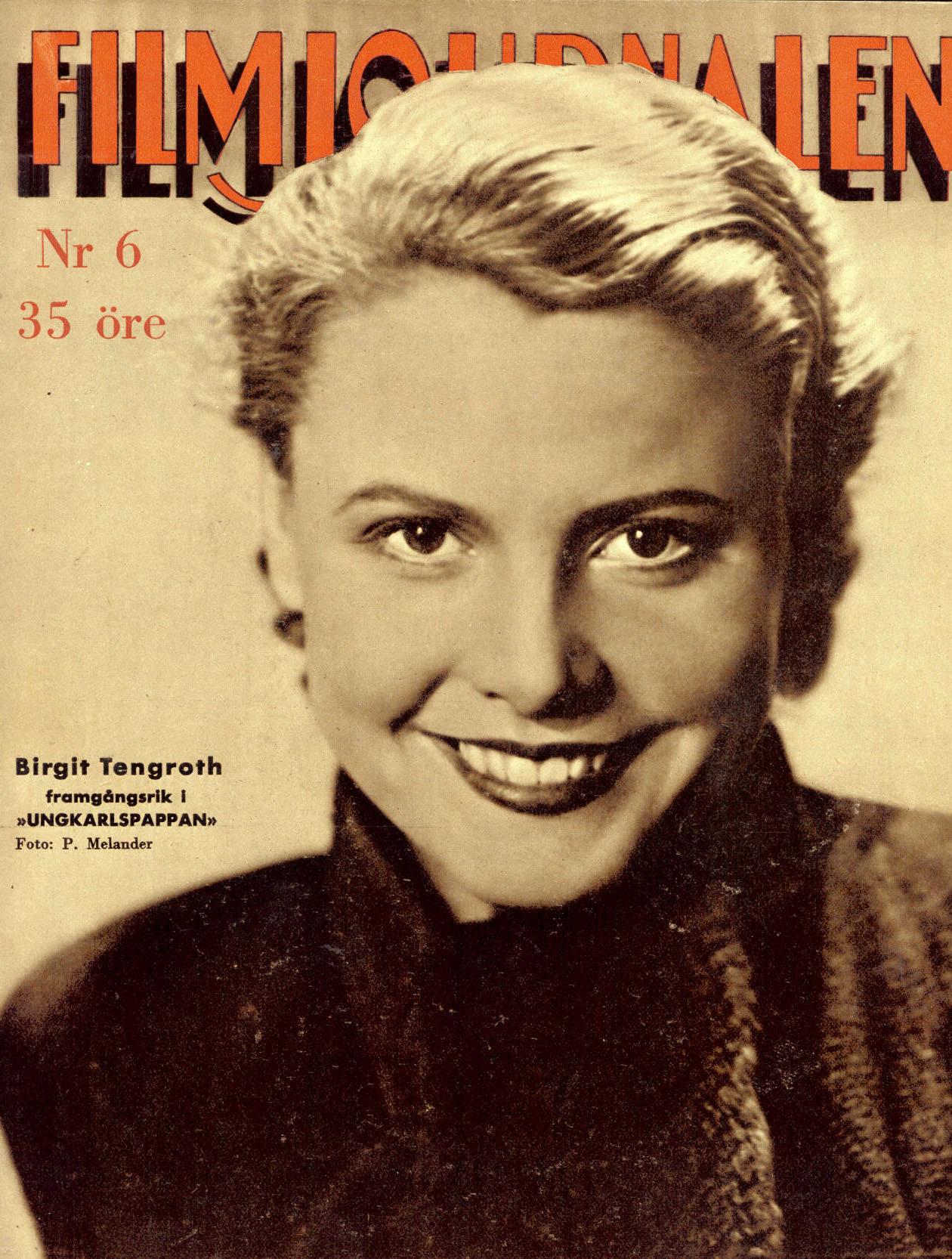
Birgit Tengroth 1935.

Utöver film spelade hon även teater på bland annat Blancheteatern, Oscarsteatern, Vasateatern och med Riksteatern. Hon debuterade som författare 1948 med en novellsamling, som väckte uppmärksamhet med sin erotiska frispråkighet och blev grunden till Ingmar Bergmans film Törst 1949. 
Hon var 1944–1950 gift med kulturjournalisten Stig Ahlgren och 1950–1955 med den danske handelsministern Jens Otto Krag (sedermera statsminister). Under åren med Krag var hon bosatt i Danmark och USA. I samband med att äktenskapet med Krag närmade sig sin upplösning diagnostiserades hon med cancer och återvände till Sverige. På 1950-talet konverterade hon till katolicismen. På 1960-talet drog hon sig tillbaka och levde isolerat på sörmländska landsbygden, tillsammans med Stig Ahlgren som hon återförenats med. 
Hennes böcker tecknar en bild av en sensibel, temperamentsfull och kanske också i själen olycklig person. Hon var en av Sveriges främsta filmstjärnor men "tröttnade på att vara en blus full med bröst". Hon förverkligade istället en gammal dröm och blev författare, och gjorde stor lycka med sina artiklar i Veckojournalen. Minnesvärda är hennes personporträtt av personer inom samtidens kulturliv: bl. a. en intervju med den franska författaren Colette som blev en lång, kärleksfull artikel fast denna knappt sagt mer än "Ah! les jolies fleurs", och ett bitskt porträtt av Ingrid Bergman, där hon använder sin egen avundsjuka för att skapa svärta i texten. 
Redan 1951 engagerades hon som krönikör i veckotidningen Året Runt, i vilken hon medverkade regelbundet fram till slutet av 1970-talet. Hon skrev även tidvis för tidningen Vi.
Om sitt olyckliga äktenskap med Krag berättar hon i memoarboken Jag vill ha tillbaka mitt liv (1972) och om sin långa sjukdomshistoria under tiden därefter i Jag trodde du var död (1975). Tengroth är begravd tillsammans med Ahlgren på Galärvarvskyrkogården i Stockholm.

## Filmografi i urval
- 1926 – Mordbrännerskan
- 1927 – Hin och smålänningen
- 1928 – Synd
- 1932 – Bomans pojke
- 1932 – Hans livs match
- 1932 – Pojkarna på Storholmen
- 1932 – Vad veta väl männen
- 1933 – Giftasvuxna döttrar
- 1934 – Atlantäventyret
- 1934 – Sången om den eldröda blomman
- 1935 – Flickornas Alfred
- 1935 – Ungkarlspappan
- 1935 – Ebberöds bank
- 1936 – Annonsera!
- 1936 – Familjens hemlighet
- 1936 – Kungen kommer
- 1936 – Johan Ulfstjerna
- 1937 – Katt över vägen
- 1937 – O, en så'n natt!
- 1937 – Pappas pojke
- 1938 – Dollar
- 1938 – Sockerskrinet
- 1939 – Gläd dig i din ungdom
- 1939 – Gubben kommer
- 1939 – Oss baroner emellan
- 1940 – ... som en tjuv om natten
- 1940 – Karl för sin hatt
- 1940 – Västkustens hjältar
- 1941 – En man för mycket
- 1941 – Så tuktas en äkta man
- 1942 – Kan doktorn komma?
- 1942 – Rospiggar
- 1942 – Jacobs stege
- 1943 – I brist på bevis
- 1943 – Katrina
- 1943 – På liv och död
- 1943 – Natt i hamn
- 1943 – Sonja
- 1944 – På farliga vägar
- 1944 – Skogen är vår arvedel
- 1945 – Mans kvinna
- 1946 – Ödemarksprästen
- 1947 – Dynamit
- 1947 – Krigsmans erinran
- 1948 – Synd
- 1949 – Törst
- 1950 – Flicka och hyacinter

## Bibliografi

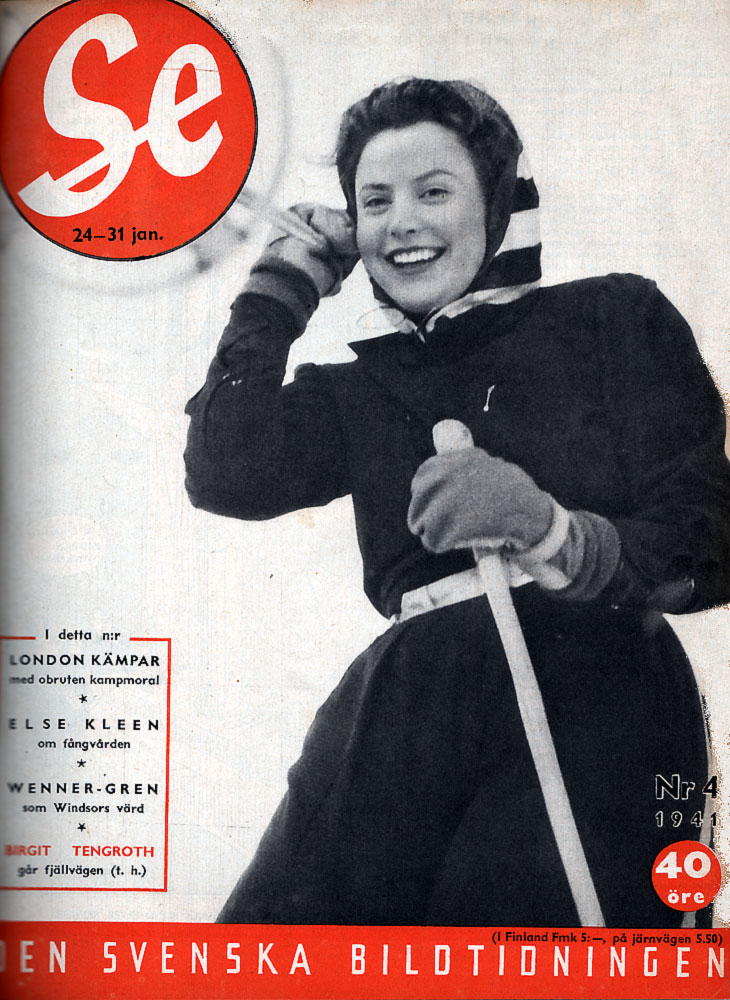
Birgit Tengroth på omslaget av SE 1941

## Teater

### Roller (ej komplett)
| År   | Roll               | Produktion                                       | Regi                     | Teater         |
| ---- | ------------------ | ------------------------------------------------ | ------------------------ | -------------- |
| 1934 | Ilse von Westhagen | Flickor i uniform Christa Winsloe                | Harry Roeck-Hansen       | Blancheteatern |
| 1935 | Anne-Marie         | Sådana tider Édouard Bourdet                     | Per Lindberg             | Vasateatern    |
| 1936 | Fru Larsson        | Melodien som kom bort Kjeld Abell                | Per Lindberg             | Vasateatern    |
| 1938 | Frankie            | George and Margaret Gerald Savory                | Edvin Adolphson          | Oscarsteatern  |
| 1938 | June Harvey        | Min hustru doktor Carson St. John Greer Ervine   | Harry Roeck-Hansen       | Blancheteatern |
| 1941 | Fay Hilary         | Ung kärlek (Young Love) Samson Raphaelson        | Per-Axel Branner         | Nya Teatern    |
| 1942 | Natasja            | På livets botten Maksim Gorkij                   | Jura Tamkin              | Blancheteatern |
| 1944 | Märit              | Mans kvinna Vilhelm Moberg                       | Per Lindberg Gösta Folke | Vasateatern    |
| 1946 | Leona Richards     | Morgondagens värld James Gow och Arnaud d'Usseau | Martha Lundholm          | Vasateatern    |
| 1947 | Roxane             | Cyrano de Bergerac Edmond Rostand                | Sandro Malmquist         | Oscarsteatern  |

## Priser och utmärkelser
- 1957 – Tidningen Vi:s litteraturpris